# Bandiat
Bandiat – rzeka we Francji, przepływająca przez tereny departamentów Haute-Vienne, Dordogne oraz Charente, o długości 91,2 km. Stanowi dopływ rzeki Tardoire.